# Campionati mondiali di pugilato dilettanti 1989
I Campionati mondiali di pugilato dilettanti del 1989 (AIBA World Boxing Championships) si sono tenuti a Mosca, (Unione Sovietica), dal 17 settembre al 1º ottobre.

## Risultati

### Pesi Minimosca
| Medaglia | Atleta          | Paese            |  |
| -------- | --------------- | ---------------- |  |
|          | Eric Griffin    | Stati Uniti      |  |
|          | Rogelio Marcelo | Cuba             |  |
|          | Kim Dok-Nam     | Corea del Nord   |  |
|          | Nshan Munchyan  | Unione Sovietica |  |

### Pesi Mosca
| Medaglia | Atleta               | Paese            |  |
| -------- | -------------------- | ---------------- |  |
|          | Yuri Arbachakov      | Unione Sovietica |  |
|          | Pedro Orlando Reyes  | Cuba             |  |
|          | Li Dwang-Sik         | Corea del Nord   |  |
|          | Krzysztof Wróblewski | Polonia          |  |

### Pesi Gallo
| Medaglia | Atleta          | Paese          |  |
| -------- | --------------- | -------------- |  |
|          | Enrique Carrion | Cuba           |  |
|          | Serafim Todorov | Bulgaria       |  |
|          | Li Yong-Ho      | Corea del Nord |  |
|          | Luigi Quitadamo | Italia         |  |

### Pesi Piuma
| Medaglia | Atleta          | Paese            |  |
| -------- | --------------- | ---------------- |  |
|          | Ayrat Khamatov  | Unione Sovietica |  |
|          | Kirkor Kirkorov | Bulgaria         |  |
|          | Arnaldo Mesa    | Cuba             |  |
|          | Jamie Nicholson | Australia        |  |

### Pesi Leggeri
| Medaglia | Atleta           | Paese            |  |
| -------- | ---------------- | ---------------- |  |
|          | Julio Gonzalez   | Cuba             |  |
|          | Andreas Zülow    | Germania Est     |  |
|          | Tonga McClain    | Stati Uniti      |  |
|          | Konstantin Tszyu | Unione Sovietica |  |

### Pesi Superleggeri
| Medaglia | Atleta               | Paese            |  |
| -------- | -------------------- | ---------------- |  |
|          | Igor Ruzhnikov       | Unione Sovietica |  |
|          | Andreas Otto         | Germania Est     |  |
|          | Vukasin Dobrasinović | Jugoslavia       |  |
|          | Michael Carruth      | Irlanda          |  |

### Pesi Welter
| Medaglia | Atleta               | Paese            |  |
| -------- | -------------------- | ---------------- |  |
|          | Francisc Vaștag      | Romania          |  |
|          | Siegfried Mehnert    | Germania Est     |  |
|          | Raul Marquez         | Stati Uniti      |  |
|          | Vladimir Ereshchenko | Unione Sovietica |  |

### Pesi Superwelter
| Medaglia | Atleta              | Paese            |  |
| -------- | ------------------- | ---------------- |  |
|          | Israel Akopkokhyan  | Unione Sovietica |  |
|          | Torsten Schmitz     | Germania Est     |  |
|          | Rudel Obreja        | Romania          |  |
|          | Salem Karim Kabbary | Egitto           |  |

### Pesi Medi
| Medaglia | Atleta           | Paese            |  |
| -------- | ---------------- | ---------------- |  |
|          | Andrey Kurniavka | Unione Sovietica |  |
|          | Angel Espinosa   | Cuba             |  |
|          | Zoltán Fuzesy    | Ungheria         |  |
|          | Sven Ottkeh      | Germania Ovest   |  |

### Pesi Mediomassimi
| Medaglia | Atleta                | Paese            |  |
| -------- | --------------------- | ---------------- |  |
|          | Henry Maske           | Germania Est     |  |
|          | Pablo Romero          | Cuba             |  |
|          | Nurmagomed Shanavazov | Unione Sovietica |  |
|          | Sandor Hranek         | Ungheria         |  |

### Pesi Massimi
| Medaglia | Atleta         | Paese            |  |
| -------- | -------------- | ---------------- |  |
|          | Félix Savón    | Cuba             |  |
|          | Evgeni Sudakov | Unione Sovietica |  |
|          | Axel Schulz    | Germania Est     |  |
|          | Bert Teuchert  | Germania Ovest   |  |

### Pesi Supermassimi
| Medaglia | Atleta                   | Paese            |  |
| -------- | ------------------------ | ---------------- |  |
|          | Roberto Balado           | Cuba             |  |
|          | Aleksandr Miroshnichenko | Unione Sovietica |  |
|          | Maik Heydeck             | Germania Est     |  |
|          | Ladislav Husarik         | Rep. Ceca        |  |

## Medagliere
| Posizione | Nazione          |    |    |    | Totale |
| 1         | Unione Sovietica | 5  | 2  | 4  | 11     |
| 2         | Cuba             | 4  | 4  | 1  | 9      |
| 3         | Germania Est     | 1  | 4  | 2  | 7      |
| 4         | Stati Uniti      | 1  | 0  | 2  | 3      |
| 5         | Romania          | 1  | 0  | 1  | 2      |
| 6         | Bulgaria         | 0  | 2  | 0  | 2      |
| 7         | Corea del Nord   | 0  | 0  | 3  | 3      |
| 8         | Germania Ovest   | 0  | 0  | 2  | 2      |
| 8         | Ungheria         | 0  | 0  | 2  | 2      |
| 10        | Australia        | 0  | 0  | 1  | 1      |
| 10        | Egitto           | 0  | 0  | 1  | 2      |
| 10        | Irlanda          | 0  | 0  | 1  | 2      |
| 10        | Italia           | 0  | 0  | 1  | 1      |
| 10        | Rep. Ceca        | 0  | 0  | 1  | 1      |
| 10        | Polonia          | 0  | 0  | 1  | 1      |
| 10        | Jugoslavia       | 0  | 0  | 1  | 1      |
| Totale    | Totale           | 12 | 12 | 24 | 48     |